# Cerro Muriano
Cerro Muriano es una barriada española perteneciente a los municipios de Córdoba y Obejo, en la provincia de Córdoba. La parte cordobesa pertenece al Distrito Periurbano Este-Campiña.

## Historia
Cerro Muriano, en la época del emperador Tiberio debió de convertirse en una de las poblaciones o distritos mineros más relevantes de la Bética. Según indica Plinio, la explotación del mineral en esta región recibía el nombre de Aes Marianum.
El nombre de la población puede proceder etimológicamente de varias palabras: Cerro de la Muerte del latín Morituri por el elevado número de mineros que morían al estar la mayoría de ellas inundadas. Otro origen podría ser el de "mur muris" (roedor) por el elevado número de dichos animales.

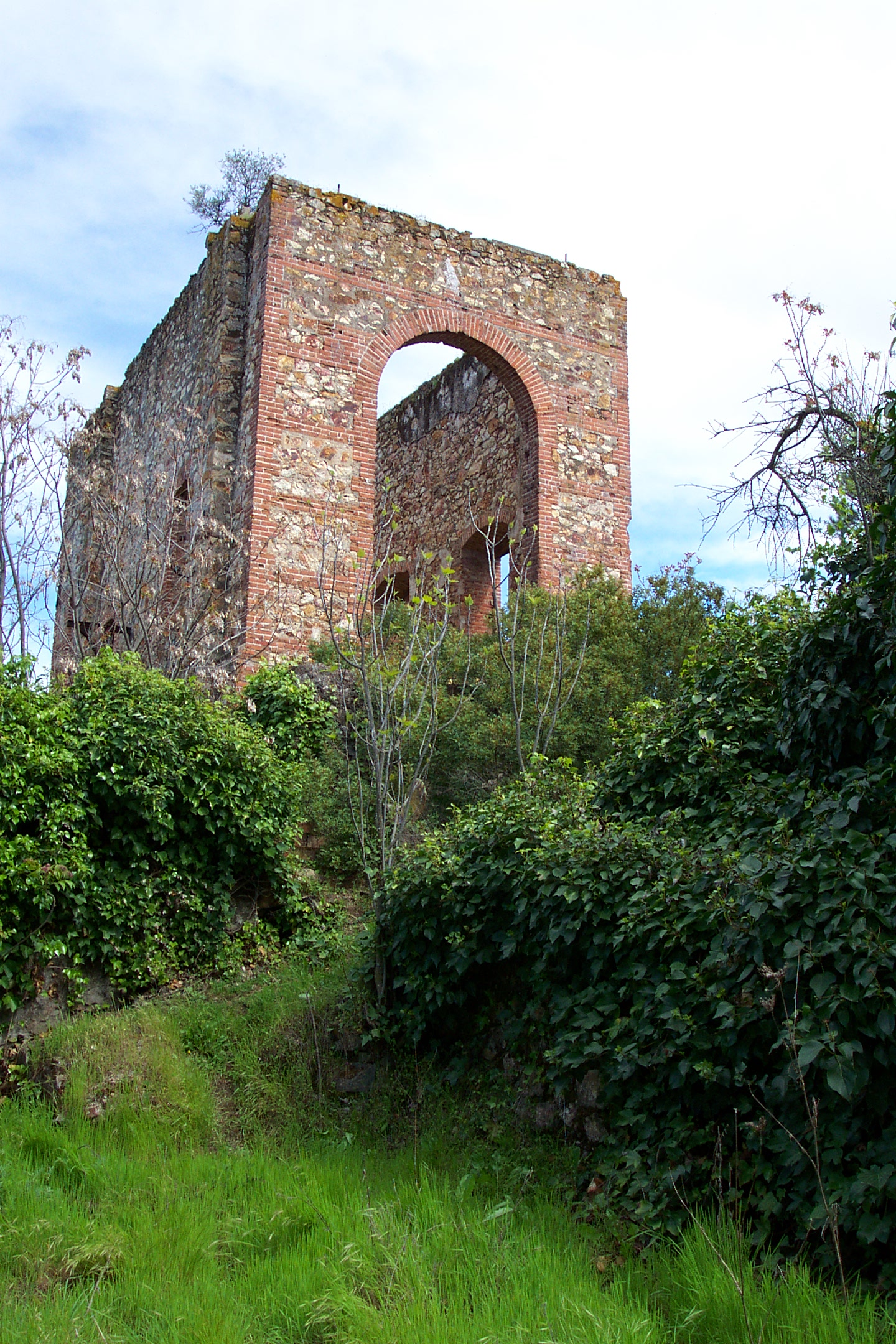
Pozo de San Rafael

Conforme a las excavaciones arqueológicas debieron sistematizarse hacia el  primer tercio del siglo I d. C. durante el gobierno de Tiberio, aunque la estratigrafía del Cerro de la Coja pone de manifiesto la presencia romana desde principios del siglo I.
Cerro Muriano, ya despertó el interés de investigadores y científicos en el último tercio del siglo XIX, momento en el que la Córdoba Copper Company Ltd comienza la explotación.
Durante la II República, el entonces Ministro de Guerra, Manuel Azaña, adquirió para el Estado los terrenos que actualmente ocupa la Base Militar de la BRIMZ X. Dicha base ha sido muy conocida por generaciones de españoles que realizaron el servicio militar allí.
Desde el año 1929, tras la decisión de la Córdoba Copper Company Ltd. de abandonar la explotación minera en la zona, provocada por la caída del precio del cobre en la Bolsa de Londres, tuvo su máxima expresión con el cierre del Pozo de San Rafael. Cerro Muriano perdió su principal recurso económico.
Las distintas intervenciones y estudios arqueológicos que se han llevado a cabo en la localidad desde mediados de la década de los 90 en el Cerro de la Coja, no han hecho sino poner de manifiesto la relevancia de este yacimiento arqueológico.

## Transporte
Cerro Muriano está regularmente comunicado con la capital de su provincia, Córdoba, mediante una línea de autobús urbano periférico, la línea N, con paradas intermedias y salidas cada hora y media aproximadamente. Esta línea circula por la llamada "carretera vieja" del Muriano, vía que, tras la construcción de la nueva N-432, ha quedado reservada a este uso. »).
El resto de vehículos suele conectar con el municipio mediante la ya mencionada N-432, más rápida y recta que la antigua vía.

## Demografía
Según el Instituto Nacional de Estadística de España, en el año 2012 Cerro Muriano contaba con 2.088 habitantes censados, de los cuales 1.305 vivían en la parte obejeña, y 783 en la parte cordobesa.